# Marcelo Moreno
Marcelo Martins Moreno (Santa Cruz de la Sierra, 18 giugno 1987) è un ex calciatore boliviano con cittadinanza brasiliana, di ruolo attaccante. Con 31 reti realizzate, è il miglior marcatore nella storia della selezione boliviana.

## Biografia
Figlio di padre brasiliano e madre boliviana, possiede la doppia cittadinanza.

## Carriera

### Club
Inizia la sua carriera professionistica nell'Oriente Petrolero, prima di passare al Vitória e debuttare nel campionato brasiliano. Nel marzo del 2007 si trasferisce al Cruzeiro. Nel luglio 2008 approda allo Šachtar, firmando un contratto quinquennale, costato al club ucraino 9 milioni di € circa.
Il 29 maggio 2009 viene ufficializzato il suo trasferimento, effettivo dall'estate, al Werder Brema: la formula è quella del prestito con opzione di acquisto per quattro anni da parte del club tedesco. Totalizza con la maglia del Werder Brema solo cinque presenze. Passa così nel gennaio del 2010 al Wigan, sempre in prestito dallo Šachtar, dove totalizza 12 presenze senza mettere a segno alcun goal. L'anno successivo ritorna allo Šachtar, e il 17 dicembre 2011 firma per i brasiliani del Grêmio. Il 9 maggio 2013 passa al Flamengo.

### Nazionale
Militò nella nazionale brasiliana Under-18 e nella nazionale brasiliana Under-20, da cui fu convocato subito dopo la Coppa Sendai, tenutasi in Giappone nel 2005.
Optò in seguito per la nazionale boliviana, con cui esordì il 12 settembre 2007, in un'amichevole persa per 2-0 in trasferta contro il Perù. Il 20 novembre successivo realizzò le sue prime due reti con la Verde, nelle qualificazioni sudamericane al mondiale del 2010, precisamente nella partita persa in trasferta per 5-3 contro il Venezuela. Il 1º aprile 2009 aprì le marcature nella sfida casalinga vinta per 6-1 contro l'Argentina. Nell'ottobre 2009 segnò il gol decisivo per la vittoria per 2-1 in casa del Brasile, allo stadio Hernando Siles.
Con la Bolivia ha partecipato alla Coppa America 2015, nel corso della quale segnò la rete della vittoria (3-2) contro l'Ecuador, la prima vittoria per i boliviani in Coppa America dal 1997, per poi annunciare il ritiro dalla nazionale nel settembre 2015, insieme al capitano Ronald Raldes, adducendo divergenze con il commissario tecnico Julio César Baldivieso. Tornato sui propri passi nel 2016, quando Baldivieso fu sostituito da Guillermo Ángel Hoyos, fu convocato per la Coppa America Centenario del 2016.
Il 12 novembre 2020, andando in gol nella partita persa per 2-3 contro l'Ecuador, ha eguagliato Joaquín Botero, appaiandolo in cima alla classifica dei marcatori della nazionale boliviana di tutti i tempi; in seguito ha realizzato altre reti con la nazionale, di cui è divenuto il primatista di reti.
Il 28 marzo 2023, in occasione dell'amichevole vinta per 1-2 in casa dell'Arabia Saudita (in cui ha pure segnato un gol), raggiunge quota 100 presenze con la selezione boliviana.
Il 22 novembre 2023 lascia definitivamente la nazionale, dopo 108 match disputati e 31 reti segnate, al termine della sconfitta per 3-0 contro l’Uruguay.

## Statistiche

### Presenze e reti nei club
Statistiche aggiornate al 7 novembre 2022.
| Stagione               | Squadra                | Campionato             | Campionato | Campionato | Coppe nazionali | Coppe nazionali | Coppe nazionali | Coppe continentali | Coppe continentali | Coppe continentali | Altre coppe | Altre coppe | Altre coppe | Totale | Totale |
| Stagione               | Squadra                | Comp                   | Pres       | Reti       | Comp            | Pres            | Reti            | Comp               | Pres               | Reti               | Comp        | Pres        | Reti        | Pres   | Reti   |
| ---------------------- | ---------------------- | ---------------------- | ---------- | ---------- | --------------- | --------------- | --------------- | ------------------ | ------------------ | ------------------ | ----------- | ----------- | ----------- | ------ | ------ |
| 2008-2009              | Šachtar                | PL                     | 14         | 2          | KU              | 1               | 1               | UCL+CU             | 4+2                | 0                  | SU          | 0           | 0           | 21     | 3      |
| 2009-gen. 2010         | Werder Brema           | BL                     | 5          | 0          | CG              | 3               | 2               | UEL                | 4                  | 1                  | -           | -           | -           | 12     | 3      |
| gen.-giu. 2010         | Wigan                  | PL                     | 12         | 0          | FACup+CdL       | 0               | 0               | -                  | -                  | -                  | -           | -           | -           | 12     | 0      |
| 2010-2011              | Šachtar                | PL                     | 18         | 5          | KU              | 2               | 2               | UCL                | 3                  | 0                  | SU          | 0           | 0           | 23     | 7      |
| 2011-gen. 2012         | Šachtar                | PL                     | 0          | 0          | KU              | 1               | 0               | UCL                | 1                  | 0                  | SU          | 0           | 0           | 2      | 0      |
| Totale Šachtar         | Totale Šachtar         | Totale Šachtar         | 32         | 7          |                 | 4               | 3               |                    | 10                 | 0                  |             | 0           | 0           | 46     | 10     |
| 2012                   | Grêmio                 | PD/RS+A                | 14+28      | 7+10       | CB              | 8               | 3               | CS                 | 5                  | 1                  | -           | -           | -           | 55     | 21     |
| gen.-mag. 2013         | Grêmio                 | PD/RS+A                | 2+0        | 0          | CB              | 0               | 0               | CL                 | 3                  | 0                  | -           | -           | -           | 5      | 0      |
| 2013                   | Flamengo               | A/RJ+A                 | 0+16       | 2          | CB              | 4               | 2               | -                  | -                  | -                  | -           | -           | -           | 20     | 4      |
| 2014                   | Cruzeiro               | M1/MG+A                | 9+32       | 4+15       | CB              | 7               | 4               | CL                 | 4                  | 0                  | -           | -           | -           | 52     | 23     |
| gen.-feb. 2015         | Grêmio                 | PD/RS+A                | 0+4        | 1          | CB              | 0               | 0               | -                  | -                  | -                  | -           | -           | -           | 4      | 1      |
| Totale Grêmio          | Totale Grêmio          | Totale Grêmio          | 20+28      | 8+10       |                 | 8               | 3               |                    | 8                  | 1                  |             | -           | -           | 64     | 22     |
| 2015                   | Changchun Yatai        | CSL                    | 24         | 9          | CC              | 0               | 0               | -                  | -                  | -                  | -           | -           | -           | 24     | 9      |
| 2016                   | Changchun Yatai        | CSL                    | 29         | 13         | CC              | 0               | 0               | -                  | -                  | -                  | -           | -           | -           | 29     | 13     |
| Totale Changchun Yatai | Totale Changchun Yatai | Totale Changchun Yatai | 53         | 22         |                 | 0               | 0               |                    | -                  | -                  |             | -           | -           | 53     | 22     |
| 2017                   | Wuhan Zall             | CL1                    | 29         | 23         | CC              | 0               | 0               | -                  | -                  | -                  | -           | -           | -           | 29     | 23     |
| 2018                   | Wuhan Zall             | CL1                    | 5          | 2          | CC              | 0               | 0               | -                  | -                  | -                  | -           | -           | -           | 5      | 2      |
| Totale Wuhan Zall      | Totale Wuhan Zall      | Totale Wuhan Zall      | 34         | 25         |                 | 0               | 0               |                    | -                  | -                  |             | -           | -           | 34     | 25     |
| 2019                   | Shijiazhuang Yong.     | CL1                    | 12         | 7          | CC              | 1               | 1               | -                  | -                  | -                  | -           | -           | -           | 13     | 8      |
| 2020                   | Cruzeiro               | M1/MG+B                | 4+26       | 0+3        | CB              | 2               | 0               | -                  | -                  | -                  | -           | -           | -           | 32     | 3      |
| 2021                   | Cruzeiro               | M1/MG+B                | 4+17       | 1+5        | CB              | 1               | 0               | -                  | -                  | -                  | -           | -           | -           | 22     | 6      |
| Totale Cruzeiro        | Totale Cruzeiro        | Totale Cruzeiro        | 17+75      | 5+23       |                 | 10              | 4               |                    | 4                  | 0                  |             | -           | -           | 106    | 32     |
| 2022                   | Cerro Porteño          | PD                     | 31         | 6          | -               | -               | -               | CL                 | 7                  | 1                  | -           | -           | -           | 38     | 7      |
| Totale carriera        | Totale carriera        | Totale carriera        | 335        | 115        |                 | 30              | 15              |                    | 33                 | 3                  |             | 0           | 0           | 398    | 133    |

### Cronologia presenze e reti in nazionale
| Cronologia completa delle presenze e delle reti in nazionale ― Bolivia | Cronologia completa delle presenze e delle reti in nazionale ― Bolivia | Cronologia completa delle presenze e delle reti in nazionale ― Bolivia | Cronologia completa delle presenze e delle reti in nazionale ― Bolivia | Cronologia completa delle presenze e delle reti in nazionale ― Bolivia | Cronologia completa delle presenze e delle reti in nazionale ― Bolivia | Cronologia completa delle presenze e delle reti in nazionale ― Bolivia | Cronologia completa delle presenze e delle reti in nazionale ― Bolivia |
| Data                                                                   | Città                                                                  | In casa                                                                | Risultato                                                              | Ospiti                                                                 | Competizione                                                           | Reti                                                                   | Note                                                                   |
| ---------------------------------------------------------------------- | ---------------------------------------------------------------------- | ---------------------------------------------------------------------- | ---------------------------------------------------------------------- | ---------------------------------------------------------------------- | ---------------------------------------------------------------------- | ---------------------------------------------------------------------- | ---------------------------------------------------------------------- |
| 12-9-2007                                                              | Lima                                                                   | Perù                                                                   | 2 – 1                                                                  | Bolivia                                                                | Amichevole                                                             | -                                                                      | 76’                                                                    |
| 13-10-2007                                                             | Montevideo                                                             | Uruguay                                                                | 5 – 0                                                                  | Bolivia                                                                | Qual. Mondiali 2010                                                    | -                                                                      |                                                                        |
| 16-11-2007                                                             | Buenos Aires                                                           | Argentina                                                              | 3 – 0                                                                  | Bolivia                                                                | Qual. Mondiali 2010                                                    | -                                                                      | 80’                                                                    |
| 20-11-2007                                                             | Caracas                                                                | Venezuela                                                              | 5 – 3                                                                  | Bolivia                                                                | Qual. Mondiali 2010                                                    | 2                                                                      | 79’                                                                    |
| 26-3-2008                                                              | Puerto La Cruz                                                         | Venezuela                                                              | 0 – 1                                                                  | Bolivia                                                                | Amichevole                                                             | -                                                                      | Cap.                                                                   |
| 15-6-2008                                                              | La Paz                                                                 | Bolivia                                                                | 0 – 2                                                                  | Cile                                                                   | Qual. Mondiali 2010                                                    | -                                                                      |                                                                        |
| 18-6-2008                                                              | La Paz                                                                 | Bolivia                                                                | 4 – 2                                                                  | Paraguay                                                               | Qual. Mondiali 2010                                                    | 1                                                                      |                                                                        |
| 20-8-2008                                                              | Santa Cruz                                                             | Bolivia                                                                | 1 – 0                                                                  | Panama                                                                 | Amichevole                                                             | -                                                                      | 61’                                                                    |
| 6-9-2008                                                               | Guayaquil                                                              | Ecuador                                                                | 3 – 1                                                                  | Bolivia                                                                | Qual. Mondiali 2010                                                    | -                                                                      | 63’                                                                    |
| 11-9-2008                                                              | Rio de Janeiro                                                         | Brasile                                                                | 0 – 0                                                                  | Bolivia                                                                | Qual. Mondiali 2010                                                    | -                                                                      | 78’                                                                    |
| 10-10-2008                                                             | La Paz                                                                 | Bolivia                                                                | 3 – 0                                                                  | Perù                                                                   | Qual. Mondiali 2010                                                    | -                                                                      | 59’ 64’                                                                |
| 13-10-2008                                                             | La Paz                                                                 | Bolivia                                                                | 2 – 2                                                                  | Uruguay                                                                | Qual. Mondiali 2010                                                    | 2                                                                      | 88’                                                                    |
| 1-4-2009                                                               | La Paz                                                                 | Bolivia                                                                | 6 – 1                                                                  | Argentina                                                              | Qual. Mondiali 2010                                                    | 1                                                                      |                                                                        |
| 7-6-2009                                                               | La Paz                                                                 | Bolivia                                                                | 0 – 1                                                                  | Venezuela                                                              | Qual. Mondiali 2010                                                    | -                                                                      | 77’, 80’                                                               |
| 5-9-2009                                                               | Asunción                                                               | Paraguay                                                               | 1 – 0                                                                  | Bolivia                                                                | Qual. Mondiali 2010                                                    | -                                                                      |                                                                        |
| 8-9-2009                                                               | La Paz                                                                 | Bolivia                                                                | 1 – 3                                                                  | Ecuador                                                                | Qual. Mondiali 2010                                                    | -                                                                      |                                                                        |
| 11-10-2009                                                             | La Paz                                                                 | Bolivia                                                                | 2 – 1                                                                  | Brasile                                                                | Qual. Mondiali 2010                                                    | 1                                                                      | 81’                                                                    |
| 14-10-2009                                                             | Lima                                                                   | Perù                                                                   | 1 – 0                                                                  | Bolivia                                                                | Qual. Mondiali 2010                                                    | -                                                                      | Cap.                                                                   |
| 6-10-2010                                                              | La Paz                                                                 | Bolivia                                                                | 1 – 3                                                                  | Venezuela                                                              | Amichevole                                                             | 1                                                                      | 83’                                                                    |
| 9-2-2011                                                               | Antalya                                                                | Lettonia                                                               | 2 – 1                                                                  | Bolivia                                                                | Amichevole                                                             | -                                                                      |                                                                        |
| 4-6-2011                                                               | La Paz                                                                 | Bolivia                                                                | 0 – 2                                                                  | Cile                                                                   | Amichevole                                                             | -                                                                      |                                                                        |
| 8-6-2011                                                               | Asunción                                                               | Paraguay                                                               | 0 – 0                                                                  | Bolivia                                                                | Amichevole                                                             | -                                                                      |                                                                        |
| 2-7-2011                                                               | La Plata                                                               | Argentina                                                              | 1 – 1                                                                  | Bolivia                                                                | Coppa America 2011 - 1º turno                                          | -                                                                      |                                                                        |
| 7-7-2011                                                               | San Salvador de Jujuy                                                  | Bolivia                                                                | 0 – 2                                                                  | Costa Rica                                                             | Coppa America 2011 - 1º turno                                          | -                                                                      | 56’                                                                    |
| 10-7-2011                                                              | Santa Fe                                                               | Colombia                                                               | 2 – 0                                                                  | Bolivia                                                                | Coppa America 2011 - 1º turno                                          | -                                                                      | 60’                                                                    |
| 3-9-2011                                                               | Lima                                                                   | Perù                                                                   | 2 – 2                                                                  | Bolivia                                                                | Amichevole                                                             | -                                                                      | Cap. 90+1’                                                             |
| 6-9-2011                                                               | Santa Cruz                                                             | Bolivia                                                                | 0 – 0                                                                  | Perù                                                                   | Amichevole                                                             | -                                                                      |                                                                        |
| 7-10-2011                                                              | Montevideo                                                             | Uruguay                                                                | 4 – 2                                                                  | Bolivia                                                                | Qual. Mondiali 2014                                                    | 1                                                                      |                                                                        |
| 12-10-2011                                                             | La Paz                                                                 | Bolivia                                                                | 1 – 2                                                                  | Colombia                                                               | Qual. Mondiali 2014                                                    | -                                                                      | 72’                                                                    |
| 10-11-2011                                                             | Buenos Aires                                                           | Argentina                                                              | 1 – 1                                                                  | Bolivia                                                                | Qual. Mondiali 2014                                                    | 1                                                                      | 57’                                                                    |
| 15-11-2011                                                             | San Cristóbal                                                          | Venezuela                                                              | 1 – 0                                                                  | Bolivia                                                                | Qual. Mondiali 2014                                                    | -                                                                      | 89’                                                                    |
| 1-3-2012                                                               | La Paz                                                                 | Bolivia                                                                | 1 – 0                                                                  | Cuba                                                                   | Amichevole                                                             | -                                                                      |                                                                        |
| 9-6-2012                                                               | La Paz                                                                 | Bolivia                                                                | 3 – 1                                                                  | Paraguay                                                               | Qual. Mondiali 2014                                                    | -                                                                      | 84’                                                                    |
| 16-8-2012                                                              | Santa Cruz                                                             | Bolivia                                                                | 2 – 0                                                                  | Guyana                                                                 | Amichevole                                                             | -                                                                      |                                                                        |
| 8-9-2012                                                               | Quito                                                                  | Ecuador                                                                | 1 – 0                                                                  | Bolivia                                                                | Qual. Mondiali 2014                                                    | -                                                                      |                                                                        |
| 11-10-2012                                                             | La Paz                                                                 | Bolivia                                                                | 1 – 1                                                                  | Perù                                                                   | Qual. Mondiali 2014                                                    | -                                                                      | 46’ 53’                                                                |
| 16-10-2012                                                             | La Paz                                                                 | Bolivia                                                                | 4 – 1                                                                  | Uruguay                                                                | Qual. Mondiali 2014                                                    | -                                                                      | 58’                                                                    |
| 6-2-2013                                                               | Santa Cruz                                                             | Bolivia                                                                | 2 – 1                                                                  | Haiti                                                                  | Amichevole                                                             | -                                                                      | 90+2’                                                                  |
| 22-3-2013                                                              | Barranquilla                                                           | Colombia                                                               | 5 – 0                                                                  | Bolivia                                                                | Qual. Mondiali 2014                                                    | -                                                                      | Cap.                                                                   |
| 26-3-2013                                                              | La Paz                                                                 | Bolivia                                                                | 1 – 1                                                                  | Argentina                                                              | Qual. Mondiali 2014                                                    | 1                                                                      | 79’                                                                    |
| 6-4-2013                                                               | Santa Cruz                                                             | Bolivia                                                                | 0 – 4                                                                  | Brasile                                                                | Amichevole                                                             | -                                                                      | 61’                                                                    |
| 7-6-2013                                                               | La Paz                                                                 | Bolivia                                                                | 1 – 1                                                                  | Venezuela                                                              | Qual. Mondiali 2014                                                    | -                                                                      | 85’                                                                    |
| 11-6-2013                                                              | Santiago del Cile                                                      | Cile                                                                   | 3 – 1                                                                  | Bolivia                                                                | Qual. Mondiali 2014                                                    | 1                                                                      |                                                                        |
| 6-9-2013                                                               | Asunción                                                               | Paraguay                                                               | 4 – 0                                                                  | Bolivia                                                                | Qual. Mondiali 2014                                                    | -                                                                      |                                                                        |
| 10-9-2013                                                              | La Paz                                                                 | Bolivia                                                                | 1 – 1                                                                  | Perù                                                                   | Qual. Mondiali 2014                                                    | -                                                                      |                                                                        |
| 15-10-2013                                                             | Lima                                                                   | Perù                                                                   | 1 – 1                                                                  | Bolivia                                                                | Qual. Mondiali 2014                                                    | -                                                                      |                                                                        |
| 30-5-2014                                                              | Siviglia                                                               | Spagna                                                                 | 2 – 0                                                                  | Bolivia                                                                | Amichevole                                                             | -                                                                      | 73’                                                                    |
| 5-6-2014                                                               | Houston                                                                | Bolivia                                                                | 1 – 2                                                                  | Grecia                                                                 | Amichevole                                                             | -                                                                      | 46’                                                                    |
| 18-11-2014                                                             | La Paz                                                                 | Bolivia                                                                | 3 – 2                                                                  | Venezuela                                                              | Amichevole                                                             | -                                                                      |                                                                        |
| 7-6-2015                                                               | San Juan                                                               | Argentina                                                              | 5 – 0                                                                  | Bolivia                                                                | Amichevole                                                             | -                                                                      | Cap.                                                                   |
| 11-6-2015                                                              | Viña del Mar                                                           | Messico                                                                | 0 – 0                                                                  | Bolivia                                                                | Coppa America 2015 - 1º turno                                          | -                                                                      |                                                                        |
| 14-6-2015                                                              | Valparaíso                                                             | Ecuador                                                                | 2 – 3                                                                  | Bolivia                                                                | Coppa America 2015 - 1º turno                                          | 1                                                                      | 89’                                                                    |
| 20-6-2015                                                              | Santiago del Cile                                                      | Cile                                                                   | 5 – 0                                                                  | Bolivia                                                                | Coppa America 2015 - 1º turno                                          | -                                                                      |                                                                        |
| 26-6-2015                                                              | Temuco                                                                 | Bolivia                                                                | 1 – 3                                                                  | Perù                                                                   | Coppa America 2015 - Quarti di finale                                  | 1                                                                      | 86’                                                                    |
| 4-9-2015                                                               | Houston                                                                | Argentina                                                              | 7 – 0                                                                  | Bolivia                                                                | Amichevole                                                             | -                                                                      | 76’                                                                    |
| 1-9-2016                                                               | La Paz                                                                 | Bolivia                                                                | 0 – 3                                                                  | Perù                                                                   | Qual. Mondiali 2018                                                    | -                                                                      |                                                                        |
| 7-9-2016                                                               | Santiago del Cile                                                      | Cile                                                                   | 3 – 0                                                                  | Bolivia                                                                | Qual. Mondiali 2018                                                    | -                                                                      |                                                                        |
| 7-10-2016                                                              | Natal                                                                  | Brasile                                                                | 5 – 0                                                                  | Bolivia                                                                | Qual. Mondiali 2018                                                    | -                                                                      |                                                                        |
| 11-10-2016                                                             | La Paz                                                                 | Bolivia                                                                | 2 – 2                                                                  | Ecuador                                                                | Qual. Mondiali 2018                                                    | -                                                                      | 84’                                                                    |
| 10-11-2016                                                             | Maturín                                                                | Venezuela                                                              | 5 – 0                                                                  | Bolivia                                                                | Qual. Mondiali 2018                                                    | -                                                                      |                                                                        |
| 15-11-2016                                                             | La Paz                                                                 | Bolivia                                                                | 1 – 0                                                                  | Paraguay                                                               | Qual. Mondiali 2018                                                    | -                                                                      |                                                                        |
| 23-3-2017                                                              | Barranquilla                                                           | Colombia                                                               | 1 – 0                                                                  | Bolivia                                                                | Qual. Mondiali 2018                                                    | -                                                                      |                                                                        |
| 28-3-2017                                                              | La Paz                                                                 | Bolivia                                                                | 2 – 0                                                                  | Argentina                                                              | Qual. Mondiali 2018                                                    | 1                                                                      | 90+3’                                                                  |
| 1-9-2017                                                               | Lima                                                                   | Perù                                                                   | 2 – 1                                                                  | Bolivia                                                                | Qual. Mondiali 2018                                                    | -                                                                      |                                                                        |
| 5-9-2017                                                               | La Paz                                                                 | Bolivia                                                                | 1 – 0                                                                  | Cile                                                                   | Qual. Mondiali 2018                                                    | -                                                                      |                                                                        |
| 6-10-2017                                                              | La Paz                                                                 | Bolivia                                                                | 0 – 0                                                                  | Brasile                                                                | Qual. Mondiali 2018                                                    | -                                                                      |                                                                        |
| 11-10-2017                                                             | Montevideo                                                             | Uruguay                                                                | 4 – 2                                                                  | Bolivia                                                                | Qual. Mondiali 2018                                                    | -                                                                      | 69’                                                                    |
| 10-9-2018                                                              | Riyad                                                                  | Arabia Saudita                                                         | 2 – 2                                                                  | Bolivia                                                                | Amichevole                                                             | 1                                                                      | 77’                                                                    |
| 13-10-2018                                                             | Yangon                                                                 | Birmania                                                               | 0 – 3                                                                  | Bolivia                                                                | Amichevole                                                             | 1                                                                      |                                                                        |
| 16-10-2018                                                             | Teheran                                                                | Iran                                                                   | 2 – 1                                                                  | Bolivia                                                                | Amichevole                                                             | -                                                                      | 64’                                                                    |
| 16-11-2018                                                             | Dubai                                                                  | Emirati Arabi Uniti                                                    | 0 – 0                                                                  | Bolivia                                                                | Amichevole                                                             | -                                                                      |                                                                        |
| 20-11-2018                                                             | Dubai                                                                  | Iraq                                                                   | 0 – 0                                                                  | Bolivia                                                                | Amichevole                                                             | -                                                                      | 60’                                                                    |
| 2-6-2019                                                               | Nantes                                                                 | Francia                                                                | 2 – 0                                                                  | Bolivia                                                                | Amichevole                                                             | -                                                                      |                                                                        |
| 15-6-2019                                                              | San Paolo                                                              | Brasile                                                                | 3 – 0                                                                  | Bolivia                                                                | Coppa America 2019 - 1º turno                                          | -                                                                      |                                                                        |
| 18-6-2019                                                              | Rio de Janeiro                                                         | Bolivia                                                                | 1 – 3                                                                  | Perù                                                                   | Coppa America 2019 - 1º turno                                          | 1                                                                      |                                                                        |
| 22-6-2019                                                              | Belo Horizonte                                                         | Bolivia                                                                | 1 – 3                                                                  | Venezuela                                                              | Coppa America 2019 - 1º turno                                          | -                                                                      | 79’                                                                    |
| 13-10-2020                                                             | La Paz                                                                 | Bolivia                                                                | 1 – 2                                                                  | Argentina                                                              | Qual. Mondiali 2022                                                    | 1                                                                      | Cap. 90+8’                                                             |
| 14-11-2020                                                             | La Paz                                                                 | Bolivia                                                                | 2 – 3                                                                  | Ecuador                                                                | Qual. Mondiali 2022                                                    | 1                                                                      | Cap.                                                                   |
| 18-11-2020                                                             | Asunción                                                               | Paraguay                                                               | 2 – 2                                                                  | Bolivia                                                                | Qual. Mondiali 2022                                                    | 1                                                                      | Cap.                                                                   |
| 26-3-2021                                                              | Rancagua                                                               | Cile                                                                   | 2 – 1                                                                  | Bolivia                                                                | Amichevole                                                             | 1                                                                      | Cap.                                                                   |
| 29-3-2021                                                              | Guayaquil                                                              | Ecuador                                                                | 2 – 1                                                                  | Bolivia                                                                | Amichevole                                                             | -                                                                      | Cap.                                                                   |
| 4-6-2021                                                               | La Paz                                                                 | Bolivia                                                                | 3 – 1                                                                  | Venezuela                                                              | Qual. Mondiali 2022                                                    | 2                                                                      | Cap.                                                                   |
| 9-6-2021                                                               | Santiago del Cile                                                      | Cile                                                                   | 1 – 1                                                                  | Bolivia                                                                | Qual. Mondiali 2022                                                    | 1                                                                      | Cap. 90+3’                                                             |
| 24-6-2021                                                              | Cuiabá                                                                 | Bolivia                                                                | 0 – 2                                                                  | Uruguay                                                                | Coppa America 2021 - 1º turno                                          | -                                                                      | 62’                                                                    |
| 2-9-2021                                                               | La Paz                                                                 | Bolivia                                                                | 1 – 1                                                                  | Colombia                                                               | Qual. Mondiali 2022                                                    | -                                                                      | Cap.                                                                   |
| 6-9-2021                                                               | Montevideo                                                             | Uruguay                                                                | 4 – 2                                                                  | Bolivia                                                                | Qual. Mondiali 2022                                                    | 2                                                                      | Cap.                                                                   |
| 10-9-2021                                                              | Buenos Aires                                                           | Argentina                                                              | 3 – 0                                                                  | Bolivia                                                                | Qual. Mondiali 2022                                                    | -                                                                      | Cap.                                                                   |
| 8-10-2021                                                              | Guayaquil                                                              | Ecuador                                                                | 3 – 0                                                                  | Bolivia                                                                | Qual. Mondiali 2022                                                    | -                                                                      | Cap. 87’                                                               |
| 10-10-2021                                                             | La Paz                                                                 | Bolivia                                                                | 1 – 0                                                                  | Perù                                                                   | Qual. Mondiali 2022                                                    | -                                                                      | Cap.                                                                   |
| 14-10-2021                                                             | La Paz                                                                 | Bolivia                                                                | 4 – 0                                                                  | Paraguay                                                               | Qual. Mondiali 2022                                                    | -                                                                      | Cap.                                                                   |
| 12-11-2021                                                             | Lima                                                                   | Perù                                                                   | 3 – 0                                                                  | Bolivia                                                                | Qual. Mondiali 2022                                                    | -                                                                      | Cap. 78’                                                               |
| 16-11-2021                                                             | La Paz                                                                 | Bolivia                                                                | 3 – 0                                                                  | Uruguay                                                                | Qual. Mondiali 2022                                                    | 1                                                                      | Cap.                                                                   |
| 21-1-2022                                                              | Sucre                                                                  | Bolivia                                                                | 5 – 0                                                                  | Trinidad e Tobago                                                      | Amichevole                                                             | 1                                                                      | Cap.                                                                   |
| 28-1-2022                                                              | Barinas                                                                | Venezuela                                                              | 4 – 1                                                                  | Bolivia                                                                | Qual. Mondiali 2022                                                    | -                                                                      | Cap. 72’                                                               |
| 1-2-2022                                                               | La Paz                                                                 | Bolivia                                                                | 2 – 3                                                                  | Cile                                                                   | Qual. Mondiali 2022                                                    | 1                                                                      | Cap. 90+1’                                                             |
| 30-3-2022                                                              | La Paz                                                                 | Bolivia                                                                | 0 – 4                                                                  | Brasile                                                                | Qual. Mondiali 2022                                                    | -                                                                      | Cap.                                                                   |
| 24-9-2022                                                              | Orléans                                                                | Bolivia                                                                | 0 – 2                                                                  | Senegal                                                                | Amichevole                                                             | -                                                                      | Cap.                                                                   |
| 20-11-2022                                                             | Arequipa                                                               | Perù                                                                   | 1 – 0                                                                  | Bolivia                                                                | Amichevole                                                             | -                                                                      | Cap.                                                                   |
| 24-3-2023                                                              | Gedda                                                                  | Uzbekistan                                                             | 1 – 0                                                                  | Bolivia                                                                | Amichevole                                                             | -                                                                      | cap.                                                                   |
| 28-3-2023                                                              | Gedda                                                                  | Arabia Saudita                                                         | 1 – 2                                                                  | Bolivia                                                                | Amichevole                                                             | 1                                                                      | cap. 90+3’                                                             |
| 17-6-2023                                                              | Harrison                                                               | Ecuador                                                                | 1 – 0                                                                  | Bolivia                                                                | Amichevole                                                             | -                                                                      | 64’                                                                    |
| 20-6-2023                                                              | Santa Cruz de la Sierra                                                | Bolivia                                                                | 0 – 0                                                                  | Cile                                                                   | Amichevole                                                             | -                                                                      | cap.                                                                   |
| 8-9-2023                                                               | Belém                                                                  | Brasile                                                                | 5 – 1                                                                  | Bolivia                                                                | Qual. Mondiali 2026                                                    | -                                                                      | cap. 18’ 71’                                                           |
| 12-9-2023                                                              | La Paz                                                                 | Bolivia                                                                | 0 – 3                                                                  | Argentina                                                              | Qual. Mondiali 2026                                                    | -                                                                      | cap.                                                                   |
| 12-10-2023                                                             | La Paz                                                                 | Bolivia                                                                | 1 – 2                                                                  | Ecuador                                                                | Qual. Mondiali 2026                                                    | -                                                                      | cap.                                                                   |
| 17-10-2023                                                             | Asunción                                                               | Paraguay                                                               | 1 – 0                                                                  | Bolivia                                                                | Qual. Mondiali 2026                                                    | -                                                                      | cap.                                                                   |
| 16-11-2023                                                             | La Paz                                                                 | Bolivia                                                                | 2 – 0                                                                  | Perù                                                                   | Qual. Mondiali 2026                                                    | -                                                                      | cap. 76’                                                               |
| 21-11-2023                                                             | Montevideo                                                             | Uruguay                                                                | 3 – 0                                                                  | Bolivia                                                                | Qual. Mondiali 2026                                                    | -                                                                      | cap. 87’                                                               |
| Totale                                                                 |                                                                        | Presenze (1º posto)                                                    | 108                                                                    |                                                                        | Reti (1º posto)                                                        | 31                                                                     |                                                                        |

## Palmarès

### Club

#### Competizioni statali
- Campionato Mineiro: 2

Cruzeiro: 2008, 2014

#### Competizioni nazionali
- Supercoppa Ucraina: 2

Shakhtar: 2008, 2010
- Campionato ucraino: 1

Shakhtar: 2010-2011
- Coppa d'Ucraina: 1

Shakhtar: 2010-2011
- Coppa del Brasile: 1

Flamengo: 2013
- Campionato brasiliano: 1

Cruzeiro: 2014

#### Competizioni internazionali
- Coppa UEFA: 1

Shakhtar: 2008-2009

### Individuale
- Capocannoniere della Coppa Libertadores: 1

2008 (8 gol, a pari merito con Salvador Cabañas)